# Agrón illír király
Agrón (ógörög  Ἄγρων, latin Agron) az ókori Illír Királyság uralkodója az i. e. 250 körüli évektől i. e. 231-ig. Noha a történelmi hagyományban a legnagyobb illír királyok között említik a nevét, életéről és uralkodásáról keveset tudni. Az elődeiénél lényegesen nagyobb flottát szervezve a partvidéki városok és a tengert járó kereskedőhajók fosztogatásával, kalóztámadásokkal alapozta meg uralkodását. Emellett visszahódította a korábban Épeirosz által elfoglalt dél-illíriai területek egy részét, és elfoglalta Pharosz szigetét. Nagy katonai tekintélyre élete utolsó évében, i. e. 231-ben tett szert, amikor Medion ostrománál megsemmisítő vereséget mért a görög világ egyik legütőképesebb seregére, az Aitóliai Szövetség haderejére. A diadal után Agrón váratlanul meghalt, politikai-katonai örökségét özvegye, Teuta vitte tovább.

## Életútja
II. Pleuratosz, a hagyományos kronológia szerint az ardiaták közül kikerült első illír uralkodó fiaként született, Szkerdilaidasz bátyja volt. Albán történészek felvetették annak lehetőségét, hogy az illír királyok vérvonala Glaukiasztól folyamatos volt, és Agrón Mütilosz unokája lehetett. Az illír uralkodók genealógiai sorát nem jegyezték fel a klasszikus szerzők, az Agrónról elsőként hírt adó Polübiosz pusztán „régi illír királyok utóda”-ként említette. Polübiosz az i. e. 232–231-es évek kapcsán, azaz Agrón uralkodásának végóráiban ad számot az illír uralkodóról és hadi tetteiről. Minden ezt az időszakot megelőző információ Agrón életéről és tetteiről közvetett adatok történettudományi vagy régészeti értékeléséből fakad.
Az i. e. 3. század első felében épült fel Lisszosz, az ardiata királyok rezidenciájául szolgáló város. Annyi bizonyos, hogy az i. e. 3. század közepéig az Illír Királyság hatalmi központja valamelyest északabbra, Szkodra környékére tolódott, de hagyományos rezidenciájuk továbbra is Lisszosz maradt. Ismert, hogy Agrón apja, II. Pleuratosz az Aóosztól (Vjosa) északra, a partvidéki poliszok, Apollónia és Epidamnosz hátországában elterülő királyságot hagyta fiára. Hogy erre mikor került sor, az erősen kérdőjeles, de a történettudomány az i. e. 250 körüli évekre teszi Agrón uralkodásának kezdetét. Polübiosztól tudjuk, hogy Agrón jelentősen megnövelte az illír flottát, hadseregének nagysága és hadereje messze felülmúlta elődeiét. Flottája elsősorban az epiruszi és a görög partvidék fosztogatásával foglalta el magát, de nemritkán görög és itáliai kereskedőhajók ellen is intézett kalóztámadásokat. E különös hadviselésben Agrón stratégiai újítása az volt, hogy hadserege a parton követte a flotta mozgását, és a tenger felől megindított ostromot a hátország felőli rohammal fejezte be.

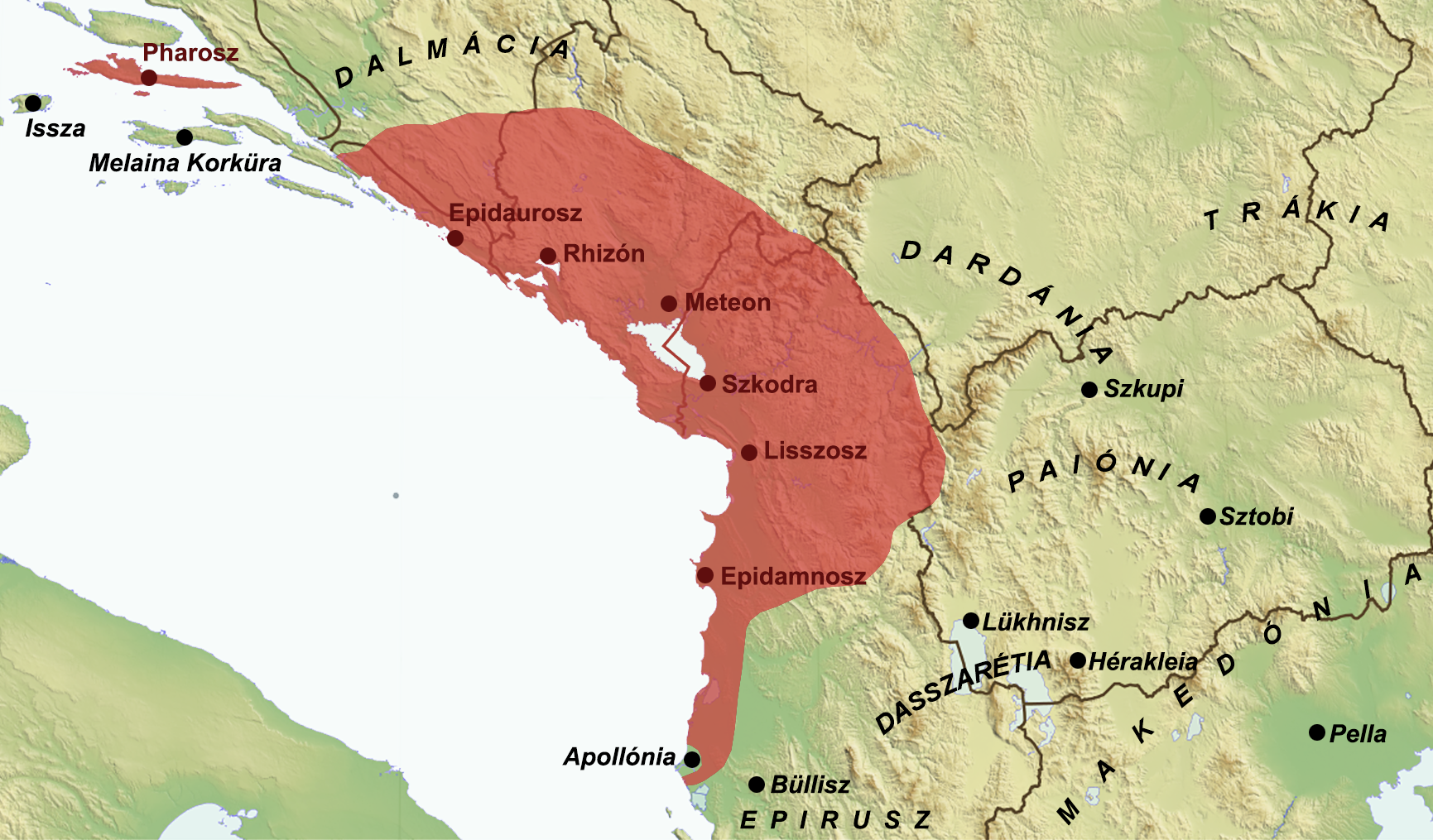
Az Illír Királyság feltételezett területe és főbb települései Agrón uralkodásának végén, (a mai országhatárok jelölésével)

Hadviselésének lényegi eleme a zsákmányszerzés volt, de területszerző hódításai is ismertek. A történelmi irodalomban birodalmát némi elnagyoltsággal úgy írják le, hogy északról a Narón, délről az Aóosz völgye határolta, keletről pedig Makedóniával és Dardániával volt határos. Appianosz tanúsága szerint a korábban az I. Alexandrosz épeiroszi király által elfoglalt dél-illíriai területek partvidéki részét valóban visszahódította, emellett annyit tudni, hogy birtokai közé tartozott Epidamnosz és az északi Pharosz szigete is, amelyet embere, Pharoszi Démétriosz kormányzott. A szűkebb értelemben vett illíriai területeken egyedül a partvidéki Apollónia városa nem tartozott a fennhatósága alá.
Bár flottáját korábban is rettegték a hellenisztikus világban, Agrón nagy katonai tekintélyre uralkodása és élete utolsó évében, i. e. 231-ben tett szert. II. Démétriosz makedón király ekkor indított háborút északi szomszédjai, a Longarosz vezette dardánok ellen, az Aitóliai Szövetség pedig ezt kihasználva megtámadta a Makedóniával szövetséges Akarnaniát, és megindult a főváros, Medion ostroma. II. Démétriosz megbízásából Agrón flottája száz lembosszal és ötezer harcossal Medion alá hajózott, ahol a városból kitörő akarnaniaiak támogatásával megsemmisítő csapást mért az aitól seregre. Agrón személyesen nem vett részt a csatában, de a győzelem hírére nagy örömünnepet ültek Illíriában. Az egyik lakoma következtében Agrón váratlanul meghalt, a források szerint a mértéktelen alkoholfogyasztás vezetett a – Polübiosz szerint is nagyivó hírében állt király – halálához. Neritan Ceka albán régész szerint halálakor Agrón 55-60 éves lehetett.
Agrónnak két felesége volt, ami a kor illírjei körében ha nem is volt általános, de semmiképpen nem volt szokatlan. Első asszonya, Teuta vélhetően nem örvendeztette meg fiúutóddal, ezért később feleségül vette Triteutát is. Közös gyermekük, Pinnész apja halálakor még karonülő gyermek volt, ezért az illíriai öröklési rendnek megfelelően első felesége, Teuta vette át régensként az uralkodást, és folytatta elhunyt férje háborús politikáját.

## Érdekességek
A tudományosan nem tisztázott, de Albániában meglehetősen közkeletű illír–albán kontinuitáselmélet okán Agrón az „albán történelmi múlt” egyik kiemelt figurája, és az albánok körében az Agron a kedvelt és gyakori férfinevek egyike.